# جمهورية نولي
جمهورية نولي (بالإيطالية: Repubblica di Noli) هي جمهورية بحرية إيطالية نشأت حول مدينة نولي، وظلت قائمة في الفترة من 1192 إلى 1797.